# Mycetophila andina
Mycetophila andina är en tvåvingeart som beskrevs av Duret 1983. Mycetophila andina ingår i släktet Mycetophila och familjen svampmyggor. Inga underarter finns listade i Catalogue of Life.